# Elias Boudinot (politik)
Elias Boudinot (2. května 1740 Pensylvánie – 24. října 1821 New Jersey) byl americký právník a politik z Elizabeth v New Jersey. Byl delegátem kontinentálního kongresu, on sám se spíše odkazoval na Konfederační kongres. Byl jeho prezidentem v letech 1782 až 1783. Po americké revoluční válce byl zvolen kongresmanem za stát New Jersey. Prezident George Washington ho jmenoval ředitelem mincovny Spojených států. V této funkci pracoval od roku 1795 do roku 1805.

## Životopis
Elias Boudinot se narodil ve Filadelfii 2. května 1740. Jeho otec, Elias Boudinot III, byl obchodníkem a zlatníkem; byl sousedem a přítelem Benjamina Franklina. Jeho matka Mary Catherine Williams se narodila v britské Západní Indii; její otec byl z Walesu. Eliasův dědeček z otcovy strany, Elie (někdy nazývaný Elias) Boudinot, byl synem Jean Boudinota a Marie Suire z Marans, Aunis, Francie. Byli rodinou Huguenotů, francouzských protestantů, kteří uprchli do New Yorku asi v roce 1687, aby se vyhnuli náboženským perzekucím krále Ludvíka XIV.
Mary Catherine Williams a Elias Boudinot Sr. se vzali 8. srpna 1729. Během příštích dvaceti let měli devět dětí. První, John, se narodil v britské Západní Indii. Z jejich dětí se dožily dospělosti pouze Elias a jeho sourozenci Annis, Mary a Elisha. Annis se stala jednou z prvních žen básnířek, která vydávala své verše v amerických třinácti koloniích a její práce se objevovala v předních novinách a časopisech. Elisha Boudinot se stal vrchním soudcem Nejvyššího soudu v New Jersey.
Elias Boudinot studoval nejprve doma, poté odešel do Princetonu v New Jersey. Nastoupil jako student práva k Richardu Stocktonovi. Stockton se oženil s jeho starší sestrou Annis. Richard Stockton je jedním ze signatářů Deklarace nezávislosti. V roce 1760 byl Boudinot byl přijat do advokátní komory a otevřel si praxi v Elizabeth v New Jersey. V roce 1762, 21. dubna se Boudinot oženil s Hannah Stockton (1736–1808), Richardovou mladší sestrou. Měli dvě děti, Marii Boudinot, která zemřela ve dvou letech, a Susan Vergereau Boudinot.

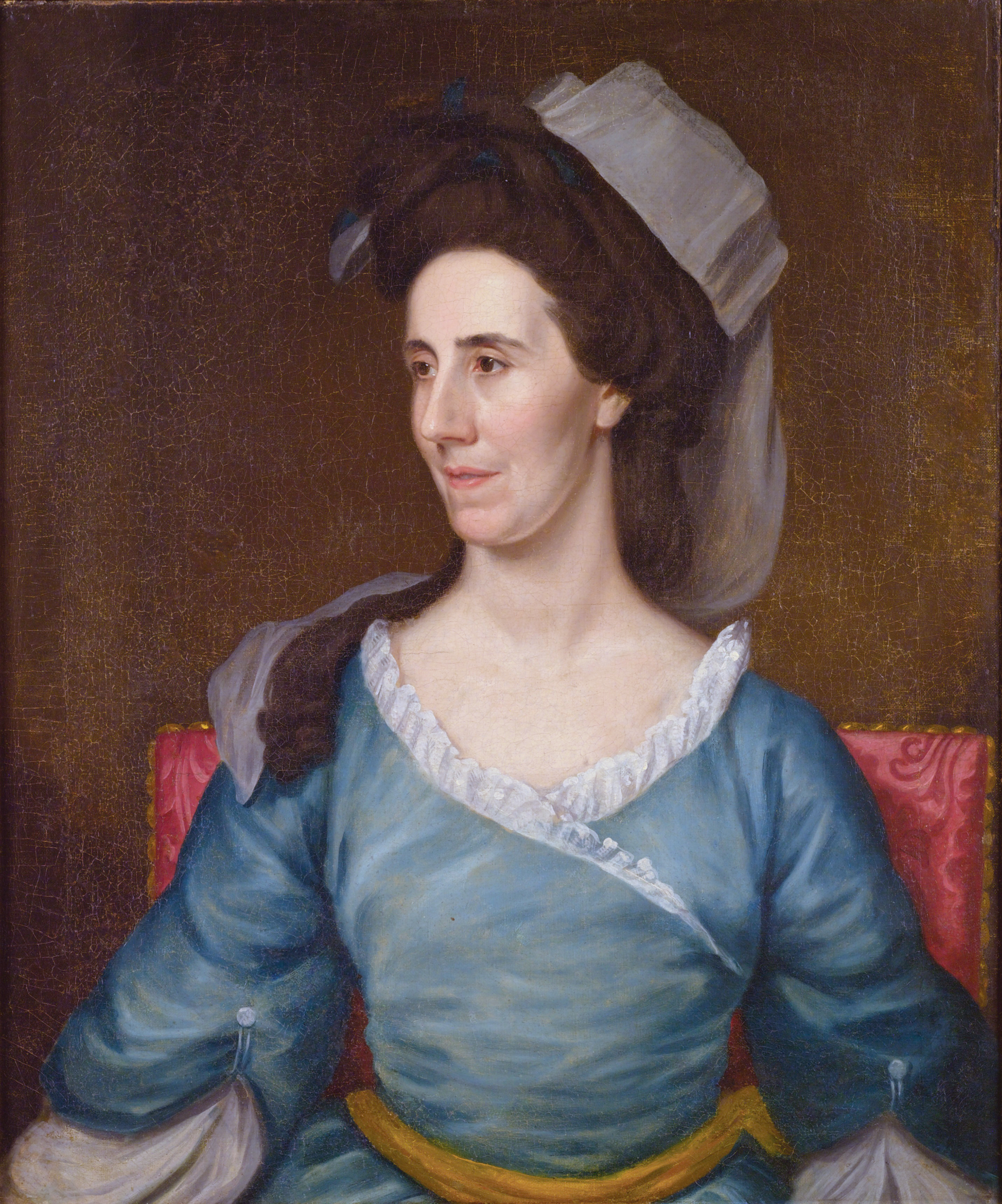
Hannah Stockton Boudinot (1736–1808), malíř Matthew Pratt

Susan se vdala za Williama Bradforda, kterého jmenoval George Washington generálním prokurátorem v Pensylvánii. Po smrti svého manžela v roce 1795 se Susan Boudinot Bradfordová vrátila domů. Pomáhala editovat noviny svého otce. V roce 1805 se Elias, Hannah a Susan přestěhovali do nového domova v Burlingtonu v New Jersey. V pozdějších letech Boudinot investoval a spekuloval s pozemky. V Ohiu vlastnil velké pozemky, včetně pozemků dnešního západního předměstí v Cincinnati. Po své smrti určil 13,000 akrů (53 km2) jako dar městu Filadelfie pro parky a potřeby města. Byl pohřben na hřbitově kostela St. Marie v Burlingtonu v New Jersey.

### Politická kariéra
Boudinot se stal prominentním právníkem a jeho praxe prosperovala. Když se revoluce přiblížila, Boudinot se přiklonil ke straně Whigů a v roce 1775 byl zvolen do provinčního shromáždění v New Jersey. V raných fázích revoluční války ji aktivně podporoval; několikrát půjčil peníze polním velitelům na nákup zásob. Boudinot pomáhal podporovat aktivity amerických povstaleckých špionů. Po britské okupaci New Yorku byli špióni posláni na Staten Island a Long Island v New Yorku, aby pozorovali pohyby konkrétních britských posádek a regimentů a podávali o nich zprávy.
Dne 5. května 1777 požádal generál George Washington Boudinota, aby se stal generálním komisařem pro zajatce. Kongres prostřednictvím válečné rady jeho jmenování schválil. Boudinot byl pro tuto práci jmenován plukovníkem kontinentální armády. Sloužil až do července 1778, kdy ho jiné povinnosti donutily k rezignaci. Staral se o britské vězně a byl také zodpovědný za zásobování amerických vězňů, kteří byli v zajetí Britů.
V listopadu 1777, New Jersey byl Boudinota zvolen delegátem druhého kontinentálním kongresu. Jeho povinnosti komisaře mu zabránily v účasti, tak v květnu 1778 rezignoval. Začátkem července byl nahrazen a zúčastnil se prvního zasedání Kongresu 7. července 1778. Jako delegát stále pokračoval v e své funkci generálního komisaře pro zajatce. Jeho první funkční období v tomto roce skončilo.
V roce 1781 se Boudinot se vrátil na Kongres. V listopadu 1782 byl zvolen prezidentem Konfederačního kongresu. Funkční období na této pozici bylo pevně stanoveno na jeden rok. Prezident Kongresu byla pouze formální funkce bez skutečné autority, ale úřad vyžadoval vyřídit mnoho korespondence a podepisovat oficiální dokumenty. Dne 15. dubna 1783 podepsal předběžné Articles of Peace (články míru). Když byla v roce 1789 vytvořena vláda Spojených států, byl Boudinot zvolen do Americké sněmovny reprezentantů za stát New Jersey. Byl zvolen také delegátem druhého a třetího Kongresu.
V roce 1794 odmítl dále pracovat v Kongresu a rezignoval v počátkem roku 1795. V říjnu 1795 ho prezident George Washington jmenoval ředitelem mincovny Spojených států. V této funkci pracoval do roku 1805.

### Později
Mimo svou práci v politice Elias celý život podporoval mnoho občanských, náboženských a vzdělávacích aktivit. Byl jedním ze správců College of New Jersey (později Princeton University) téměř půl století, od roku 1772 do roku 1821. Když Konfederační kongres v roce 1783 byl nucen opustit Filadelfii, to bylo v době kdy byl jeho prezidentem, přesunul schůzky do Princetonu, kde se delegáti setkávali v koleji v Nassau Hall.
Dne 24. září 1789 House of Representatives (poslanecká sněmovna) odhlasovala, aby byla doporučena první změna nově vypracované ústavy státům k ratifikaci. Následující den Boudinot navrhl, aby sněmovna a senát společně požádaly prezidenta Washingtona, aby vyhlásil jako státní svátek Den díkůvzdání za „mnoho projevu laskavostí Všemohoucího Boha“. Boudinot řekl, že:
nemohl ani pomyslet na to, že by zasedání skončilo, aniž by všem občanům Spojených států nabídlo příležitost, aby se spojili a jednohlasně projevili Všemohoucímu Bohu své upřímné poděkování za veškerá Jeho požehnání.

Boudinot byl zvolen členem American Antiquarian Society v roce 1814. Byl oddaný presbyterián, podporoval misie a misijní práci. Napsal pojednání Age of Revelation jako odpověď na The Age of Reason Thomase Paina. Byl jedním ze zakladatelů American Bible Society (Americké biblické společnosti) a po roce 1816 byl jejím prezidentem.
Obhajoval práva černochů a amerických Indiánů a sponzoroval studenty na Board School for Indians v Connecticutu. Jeden z nich, mladý Cherokee jménem Gallegina Uwatie, také známý jako Buck Watie, zůstal s ním v Burlingtonu. Oba se na sebe tak zapůsobili, že Gallegin požádal aby mohl nosit jméno tohoto státníka a povolení dostal. Později známý jako Elias Boudinot, byl editorem Cherokee Phoenix, prvních národních novin, které byly vydávávány ve dvou jazycích, angličtině a jazyce Cherokee.

## Odkaz
- Princeton University Ve vlastnictví knihovny jsou uchovány noviny Boudinot-Stockton, stejně jako mnoho rodinných statků a portrétů.
- Elias Boudinot Elementary School v Burlington, New Jersey nese jeho jméno, stejně jako:
- Boudinot Street ve Filadelfii
- Boudinot Avenue ve Western Hills, Cincinnati, Ohio
- Boudinot Place v Elizabeth, New Jersey
- Boudinot Street v Princeton, New Jersey.
- Boudinot Lane ve Franklin Township, Somerset County, New Jersey
- Boudinot-Southard-Ross Farmstead ve Bernards Township, Somerset County, New Jersey